# Феминистка теология
Феминистка теология е движение, основано в няколко религии, включително Будизъм, Християнство, Юдаизъм и т.н., което иска да допринесе за преосмисляне на традициите, практиките, текстовете и теологията на тези религии от феминистка гледна точка . Някои от целите на феминистката теология включват увеличаване на ролята на жените сред духовенството и религиозните власти, преинтерпретиране на мъжко-доминантно изобразяване и език за Бога, определящо мястото и ролята на жените по отношение на кариерата и майчинството, и изучаване на образите на жените в религиозните сакрални текстове и матриархална религия .